# Ladi János
Ladi János, más írásmóddal: Lady János (Németlad, 1879. december 31. – Inke, 1919. augusztus 20.) tanító, író, költő, 1919-es mártír.

## Élete
Édesapja falusi kovácsként dolgozott. 1897-ben kapta meg tanítói oklevelét Csurgón, ezt követően Ozorán, Németladon, 1904-től pedig egészen haláláig Mesztegnyőn tanított. Verseit és novelláit a Somogyi Hírlap közölte.  Falujában népművelőként tevékenykedett, olvasókört és sportegyesületet alapított, gyűjtötte a népdalokat és a népszokásokat. A tanítói mozgalmakba is bekapcsolódott. A Tanácsköztársaság idején, 1919 áprilisának elején megválasztották a marcali járás munkás- és szegényparaszt tanácsának tagjának. Mesztegnyőn tanácselnök és községi párttitkárként működött. A Tanácsköztársaság bukását követően letartóztatták, fehérterroristák végeztek vele és három társával az inkei erdőben.

## Emlékezete
Róla nevezték el marcali Lady János Gimnázium és Szakközépiskolát (az intézmény 1989 óta Berzsenyi Dániel nevét viseli), a mesztegnyői Általános Iskola és a mesztegnyői Mezőgazdasági Termelőszövetkezet is az ő nevét vette fel.